# ラマー・ジャクソン
ラマー・ディミアトリス・ジャクソン・ジュニア（Lamar Demeatrice Jackson Jr., 1997年1月7日 - ）は、アメリカ合衆国フロリダ州ポンパノビーチ出身のプロアメリカンフットボール選手。NFLのボルチモア・レイブンズに所属している。ポジションはクォーターバック。

## 経歴

### プロ入り前
2015年にルイビル大学に入学したジャクソンは、カージナルスの選手として1年目から12試合に出場し、8試合に先発出場した。その年は、パス247回中135回成功、1840ヤード、12TD、8INTを投げ、ランでも960ヤード、11ラッシングTDを記録した。2015年のミュージック・シティ・ボウルでは227パス獲得ヤード、2TD、226ラン獲得ヤード、2ラッシングTDを記録し、その試合のMVPに選ばれた。
2年目にもジャクソンはさらに活躍し、ランキング2位のフロリダ州立大学戦で、パス20回中、13回成功、216ヤード、1TD、1INT、ランで146ヤード、4ラッシングTDの大活躍を見せ、ハイズマン賞の最有力候補に躍り出た。その試合の結果、カージナルスも2006年以来でもっとも高い、全米ランキング3位に浮上した。
2016年12月10日、ジャクソンは2016年のハイズマン賞を受賞した。その年のファイナリストには、デショーン・ワトソン、ディーディー・ウェストブルック、ジャブリル・ペッパーズ、ベイカー・メイフィールドなどがいた。ルイビル大学の選手がハイズマン賞に選ばれたのは初、そして19歳337日での受賞は史上最年少であった。
３年目も大学に残り、ジャクソンは13試合に出場、パス成功率59.1%、3660ヤード、27TD、10INTの成績を記録した。その年もハイズマン賞のファイナリストに残ったが、ベイカー・メイフィールドが選出された。

### ボルチモア・レイブンズ

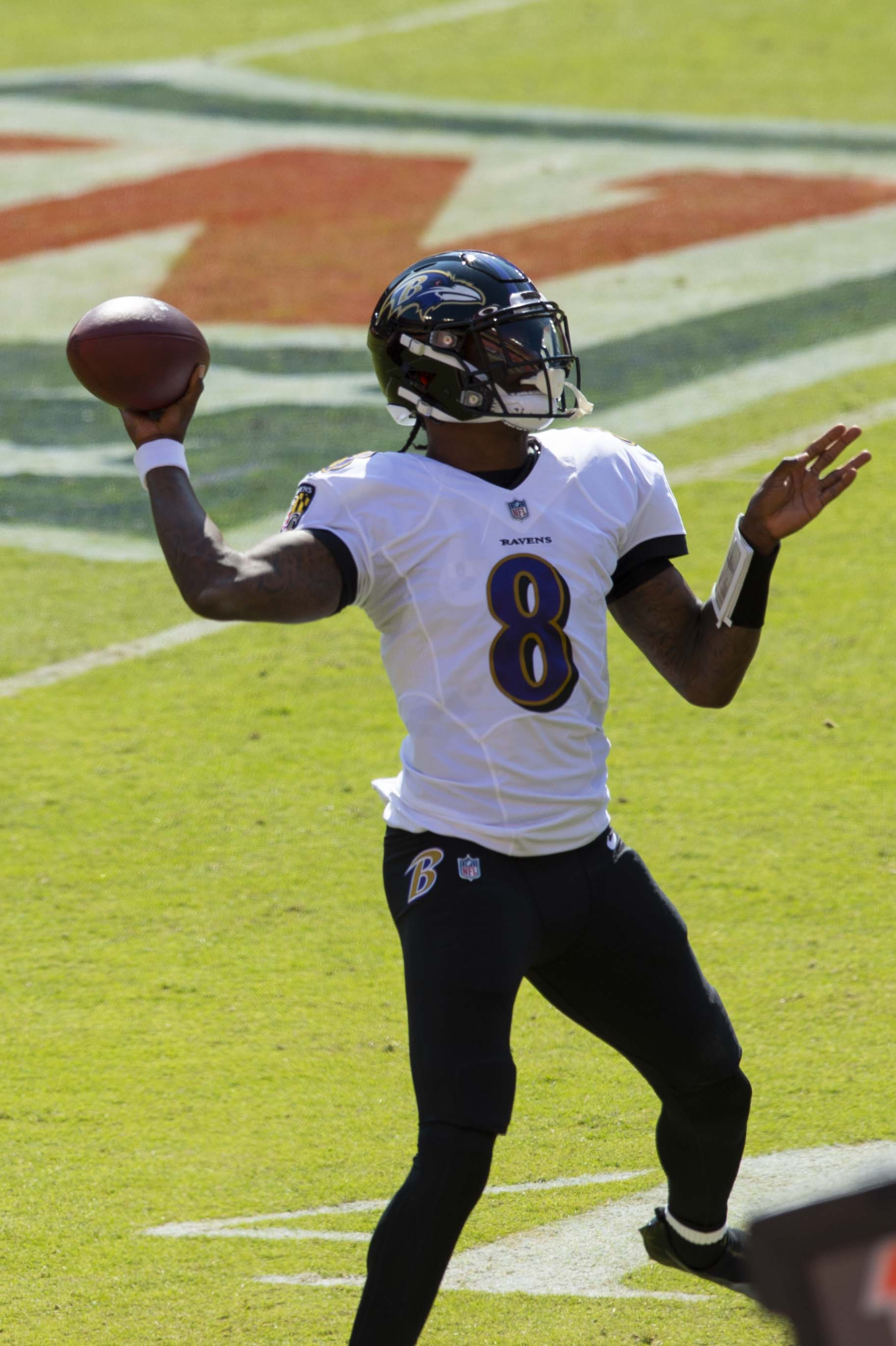
2020年のジャクソン

2018年1月5日、ジャクソンは2018年のNFLドラフトにエントリーすることを発表した。一部のスカウトなどはジャクソンがNFLでQBをプレーできるか疑問視し、その身体能力を生かして他のポジションに転向することを薦めた。しかしジャクソンはQBをプレーすることにこだわり、パス能力に注目が集まるようにするため、NFLコンバインでは40ヤード走を走らなかった。
2018年ドラフトでは、ボルチモア・レイブンズから1巡全体32位で指名された。レイブンズはジャクソンを指名するために、フィラデルフィア・イーグルスとの間でドラフト指名権をトレードした。ジャクソンはその年のドラフトで指名された5番目のQBとなった（先に指名されたのはメイフィールド、ダーノルド、アレン、ローゼン）。2018年6月5日、レイブンズとの間で4年総額947万ドルのルーキー契約を結んだ。

#### 2018年
第1週のバッファロー・ビルズ戦で、大きくリードした後半にジョー・フラッコの控えとしてプロ初出場を果たした。その試合は24パス獲得ヤード、39ラン獲得ヤードを記録した。第7週のニューオーリンズ・セインツ戦では初TDを記録したものの、チームは23-24で敗れた。2018年11月18日、第11週のシンシナティ・ベンガルズ戦で、前の試合で負傷して戦線を離脱したフラッコに代わって先発出場を果たした。その試合は、パス19回中13回成功、150ヤード、1INT、ラン117ヤードの記録を残し、チームを24-21で勝利に導いた。
ドラフト1巡目QB対決となった第17週のクリーブランド・ブラウンズ戦では、メイフィールド率いるブラウンズ相手にパス179ヤード、ラン95ヤード、2ラッシングTDを記録し、26-24で勝利、AFC北地区優勝を果たした。2018年は先発出場した7試合で、1201パスヤード、6パスTD、3INT。ランでは695ヤード、5ラッシングTDを記録した。成績は6勝1敗であった。
レイブンズはワイルドカード・プレーオフでロサンゼルス・チャージャーズと対決したが、17-23で敗れた。ジャクソンはプレーオフ先発QBとしては史上最年少であった。
シーズン終了後、レイブンズはフラッコをデンバー・ブロンコスへとトレードし、ジャクソンはフランチャイズQBとなった。

#### 2019年
シーズンを通して活躍し、チームにNFL1位の成績をもたらした。最終ゲームはプレーしなかったが、36タッチダウンパス、QBレーティング81.10とすべてのQBを凌駕し、ラッシングでも平均6.9ヤードですべてのランニングバックを凌駕した。だがプレーオフでは初戦でテネシー・タイタンズに2インターセプトを喫して敗れた。
プロボウルでは最年少で先発出場したQBとなった。
満場一致で2019年シーズン最優秀選手に選ばれた。

#### 2020年
2年連続でランが1000ヤードを超えた。チームはプレーオフに進出した。プレーオフでは初戦は勝利したものの、2戦目のビルズ戦では101ヤードのインターセプト・タッチダウンを喫したのち、試合途中で脳震盪で退場し敗れた。

#### 2021年
4年目となる今シーズン前、チームは5年目の契約オプションを行使した。シーズン開始前にCOVID-19に感染した。ロサンゼルス・チャージャーズ戦の勝利により、25歳以下のQBによる通算勝利数35となって新記録を樹立した。だが第14週での試合中にかかとを痛めてシーズンの残り試合は欠場した。チームはプレーオフを逃した。

#### 2022年
すでにチームはオプションで5年目の契約を延長していたものの、シーズン前に長期契約を結ぶことはできなかった。第13週で負傷した後はレギュラーシーズンの5試合に加えてプレーオフの初戦も欠場し、チームの敗北によりそのままシーズンを終えた。

#### 2023年
長期契約交渉を続ける中、2023年3月にチームはジャクソンに非独占的フランチャイズタグをつけて、仮にジャクソンが流出したとしても2つのドラフト1巡目指名権を得ることになった。2023年4月27日、ジャクソンとチームは5年総額2億6000万ドルでNFL史上パトリック・マホームズに次ぐ（当時）高額の契約を結んだ。シード1位でプレーオフに進んだが、AFCチャンピオンシップゲームでパトリック・マホームズ率いるカンザスシティ・チーフスに敗れた。2度目の最優秀選手賞を受賞した。

#### 2024年
全試合で先発出場し、チームを地区優勝、シード3位でプレーオフに導いた。

## 詳細情報

### 年度別成績

#### レギュラーシーズン
| 年度     | チーム   | 背 番 号 | 試合 | 試合 | パス      | パス      | パス      | パス        | パス             | パス | パス            | パス   | パス          | パス          | ラン      | ラン        | ラン             | ラン | ファンブル    | ファンブル |
| 年度     | チーム   | 背 番 号 | 出場 | 先発 | 成功 回数 | 試投 回数 | 成功 確率 | 獲得 ヤード | 平均 獲得 ヤード | TD   | インター セプト | サック | サック ヤード | レイテ ィング | 試行 回数 | 獲得 ヤード | 平均 獲得 ヤード | TD   | ファン ブル数 | ロスト     |
| -------- | -------- | -------- | ---- | ---- | --------- | --------- | --------- | ----------- | ---------------- | ---- | --------------- | ------ | ------------- | ------------- | --------- | ----------- | ---------------- | ---- | ------------- | ---------- |
| 2018     | BAL      | 8        | 16   | 7    | 99        | 170       | 58.2      | 1201        | 7.1              | 6    | 3               | 16     | 71            | 84.5          | 147       | 695         | 4.7              | 5    | 12            | 4          |
| 2019     | BAL      | 8        | 15   | 15   | 265       | 401       | 66.1      | 3127        | 7.8              | 36   | 6               | 23     | 106           | 113.3         | 176       | 1206        | 6.9              | 7    | 9             | 2          |
| 2020     | BAL      | 8        | 15   | 15   | 242       | 376       | 64.4      | 2757        | 7.3              | 26   | 9               | 29     | 160           | 99.3          | 159       | 1005        | 6.3              | 7    | 10            | 4          |
| 2021     | BAL      | 8        | 12   | 12   | 246       | 382       | 64.4      | 2882        | 7.5              | 16   | 13              | 38     | 190           | 87.0          | 133       | 767         | 5.8              | 2    | 6             | 3          |
| 2022     | BAL      | 8        | 12   | 12   | 203       | 326       | 62.3      | 2242        | 6.9              | 17   | 7               | 26     | 114           | 91.1          | 112       | 764         | 6.8              | 3    | 5             | 2          |
| 2023     | BAL      | 8        | 16   | 16   | 307       | 457       | 67.2      | 3678        | 8.0              | 24   | 7               | 37     | 218           | 102.7         | 148       | 821         | 5.5              | 5    | 11            | 6          |
| 2024     | BAL      | 8        | 17   | 17   | 316       | 474       | 66.7      | 4172        | 8.8              | 41   | 4               | 23     | 149           | 119.6         | 139       | 915         | 6.6              | 4    | 10            | 5          |
| NFL：7年 | NFL：7年 | NFL：7年 | 103  | 94   | 1678      | 2586      | 64.9      | 20059       | 7.8              | 166  | 49              | 192    | 1008          | 102.0         | 1014      | 6173        | 6.1              | 33   | 63            | 26         |

- 2024年度シーズン終了時
- 太字は自身最高記録
- ■はシーズンMVP受賞年
- ■はリーグ最高記録
- ■はQBとしてのNFL記録

#### ポストシーズン
| 年度 | チーム | 試合 | 試合 | パス      | パス      | パス      | パス        | パス             | パス | パス            | パス   | パス          | パス          | ラン      | ラン        | ラン             | ラン | ファンブル    | ファンブル |
| 年度 | チーム | 出場 | 先発 | 成功 回数 | 試投 回数 | 成功 確率 | 獲得 ヤード | 平均 獲得 ヤード | TD   | インター セプト | サック | サック ヤード | レイテ ィング | 試行 回数 | 獲得 ヤード | 平均 獲得 ヤード | TD   | ファン ブル数 | ロスト     |
| ---- | ------ | ---- | ---- | --------- | --------- | --------- | ----------- | ---------------- | ---- | --------------- | ------ | ------------- | ------------- | --------- | ----------- | ---------------- | ---- | ------------- | ---------- |
| 2018 | BAL    | 1    | 1    | 14        | 29        | 48.3      | 194         | 6.7              | 2    | 1               | 7      | 55            | 78.8          | 9         | 54          | 6.0              | 0    | 3             | 1          |
| 2019 | BAL    | 1    | 1    | 31        | 59        | 52.5      | 365         | 6.2              | 1    | 2               | 4      | 20            | 63.2          | 20        | 143         | 7.2              | 0    | 1             | 1          |
| 2020 | BAL    | 2    | 2    | 31        | 48        | 64.6      | 341         | 7.1              | 0    | 2               | 8      | 38            | 68.1          | 25        | 170         | 6.8              | 1    | 1             | 0          |
| 2023 | BAL    | 2    | 2    | 36        | 59        | 61.0      | 424         | 7.2              | 3    | 1               | 7      | 46            | 92.8          | 19        | 154         | 8.1              | 2    | 1             | 1          |
| 2024 | BAL    | 2    | 2    | 34        | 46        | 73.9      | 429         | 9.3              | 4    | 1               | 3      | 24            | 122.5         | 21        | 120         | 5.7              | 0    | 1             | 1          |
| 通算 | 通算   | 8    | 8    | 146       | 241       | 60.6      | 1753        | 7.3              | 10   | 7               | 29     | 183           | 84.6          | 94        | 641         | 6.8              | 3    | 7             | 4          |

- 2024年度シーズン終了時